# Associazione Sportiva Cittadella 2007-2008
Questa voce raccoglie le informazioni riguardanti l'Associazione Sportiva Cittadella nelle competizioni ufficiali della stagione 2007-2008.

## Stagione
Nella stagione 2007-2008 il Cittadella disputa il campionato di Serie C1, con 58 punti ottiene il terzo posto, disputa i Play-off e vincendoli risale in Serie B. Il torneo è stato vinto dal Sassuolo con 63 punti. Per la terza stagione consecutiva è affidato a Claudio Foscarini. Il Cittadella disputa un ottimo campionato, parte forte, e al termine del girone di andata ha raccolto 33 punti, un punto in meno della coppia Sassuolo e Cremonese. Poi nel girone di ritorno perde qualche punto sulle rivali, ma riesce a farsi trovare pronto nel momento topico dei Play-off. Nelle semifinali supera il Foligno, nelle finali ha avuto la meglio sulla Cremonese. Nella finale di andata i grigiorossi di Mondonico si sono imposti (0-1) al Tombolato, ma quando tutto sembrava sciupato, nella finale di ritorno il Cittadella ha espugnato Cremona (1-3), centrando la seconda promozione in Serie B, dopo quella ottenuta nel 2000. Ha fatto perno sul miglior attacco del girone con 52 reti, con Claudio Coralli autore di 19 reti, ha vinto il titolo di capo cannoniere del girone, anche Riccardo Meggiorini si è messo in evidenza, firmando 14 reti. Nella Coppa Italia di Serie C il Cittadella ha disputato il girone F di qualificazione, che ha promosso il Bassano ed il Mezzocorona.

## Organigramma societario
Area direttiva
- Presidente: Angelo Gabrielli
- Vicepresidente: Giancarlo Pavin
- Segretario: Alberto Toso

Area tecnica
- Allenatore: Claudio Foscarini
- Viceallenatore: Giulio Giacomin
- Preparatore atletico: Andrea Redigolo

## Rosa
| N. |                   | Ruolo | Calciatore        |
| -- | ----------------- | ----- | ----------------- |
|    | Italia (bandiera) | P     | Andrea Pierobon   |
|    | Italia (bandiera) | P     | Simone Villanova  |
|    | Italia (bandiera) | D     | Fabio Cozza       |
|    | Italia (bandiera) | D     | Mattia De Checchi |
|    | Italia (bandiera) | D     | Edoardo Gorini    |
|    | Italia (bandiera) | D     | Andrea Manucci    |
|    | Italia (bandiera) | D     | Stefano Marchetti |
|    | Italia (bandiera) | D     | Paolo Tricoli     |
|    | Italia (bandiera) | D     | Andrea Turato     |
|    | Italia (bandiera) | C     | Enrico Antoniol   |
|    | Italia (bandiera) | C     | Alessandro Campo  |
|    | Italia (bandiera) | C     | Davide Carteri    |

| N. |                    | Ruolo | Calciatore            |
| -- | ------------------ | ----- | --------------------- |
|    | Italia (bandiera)  | C     | Daniele Di Benedetto  |
|    | Italia (bandiera)  | C     | Manuel Iori           |
|    | Italia (bandiera)  | C     | Alberto Marchesan     |
|    | Italia (bandiera)  | C     | Roberto Musso         |
|    | Brasile (bandiera) | C     | Diego Santos Oliveira |
|    | Italia (bandiera)  | C     | Gennaro Volpe         |
|    | Italia (bandiera)  | C     | Federico Zen          |
|    | Italia (bandiera)  | A     | Claudio Coralli       |
|    | Italia (bandiera)  | A     | Joachim De Gasperi    |
|    | Italia (bandiera)  | A     | Domenico Germinale    |
|    | Italia (bandiera)  | A     | Riccardo Meggiorini   |
|    | Italia (bandiera)  | A     | Luca Riberto          |

## Risultati

### Campionato

#### Girone di andata
| Arbitro: | Andolfatto (Bassano del Grappa) |

|  |           |                   |
|  | Marcatori | 2’ (rig.) Coralli |

| Arbitro: | G. Stefanini (Livorno) |

|                               |           |             |
| Iori 6’ Musso 64’ Coralli 87’ | Marcatori | 58’ Geraldi |

| Arbitro: | Candussio (Cervignano del Friuli) |

|              |           |                    |
| Veronese 20’ | Marcatori | 50’ (rig.) Coralli |

| Arbitro: | Peruzzo (Schio) |

|             |           |                  |
| Riberto 88’ | Marcatori | 22’ Bovo 58’ Baù |

| Arbitro: | Baracani (Firenze) |

|                              |           |                  |
| Marchesan 31’ De Gasperi 35’ | Marcatori | 51’ (rig.) Gallo |

| Arbitro: | La Rocca (Ercolano) |

|                   |           |                          |
| Plasmati 23’, 84’ | Marcatori | 12’, 24’, 82’ Meggiorini |

| Arbitro: | Palazzino (Ciampino) |

|                             |           |  |
| Meggiorini 42’ Oliveira 82’ | Marcatori |  |

| Cremona 14 ottobre 2007 8ª giornata | Cremonese          | 0 – 0 | Cittadella | Stadio Giovanni Zini\| Arbitro: \| Calvarese (Teramo) \| |
| Arbitro:                            | Calvarese (Teramo) |       |            |                                                          |

| Arbitro: | Baratta (Salerno) |

|                         |           |  |
| Carteri 77’ Coralli 89’ | Marcatori |  |

| Arbitro: | Pecorelli (Arezzo) |

|             |           |                              |
| Musetti 43’ | Marcatori | 81’ Coralli 90+2’ De Gasperi |

| Arbitro: | Ferraioli (Nocera Inferiore) |

|                                                                       |           |  |
| Coralli 4’, 68’ Carteri 31’ Oliveira 50’ De Gasperi 52’ Germinale 77’ | Marcatori |  |

| Lecco 5 novembre 2007 12ª giornata | Lecco                 | 0 – 0 | Cittadella | Stadio Rigamonti-Ceppi\| Arbitro: \| Tozzi (Lido di Ostia) \| |
| Arbitro:                           | Tozzi (Lido di Ostia) |       |            |                                                               |

| Cittadella 12 novembre 2007 13ª giornata | Cittadella       | 0 – 0 | Foligno | Stadio Piercesare Tombolato\| Arbitro: \| Giancola (Vasto) \| |
| Arbitro:                                 | Giancola (Vasto) |       |         |                                                               |

| Arbitro: | Zanichelli (Genova) |

|              |           |                            |
| M. Rigoni 9’ | Marcatori | 26’ Meggiorini 90’ Coralli |

| Arbitro: | Magno (Catania) |

|  |           |              |
|  | Marcatori | 83’ P. Rossi |

| Arbitro: | Tasso (La Spezia) |

|          |           |                         |
| Taldo 8’ | Marcatori | 89’ Riccardo Meggiorini |

| Arbitro: | Ruini (Reggio Emilia) |

|                                    |           |                                     |
| Turato 42’ Coralli 47’ (rig.), 64’ | Marcatori | 66’, 86’ (rig.) Scarpa 90’ De Giosa |

#### Girone di ritorno
| Arbitro: | Baracani (Firenze) |

|             |           |  |
| Carteri 81’ | Marcatori |  |

| Arbitro: | Calvarese (Teramo) |

|                      |           |                |
| G. Grieco 80’ (rig.) | Marcatori | 47’ Meggiorini |

| Arbitro: | Tozzi (Lido di Ostia) |

|                                 |           |               |
| Meggiorini 28’, 50’ Coralli 65’ | Marcatori | 15’ Antenucci |

| Arbitro: | Giancola (Vasto) |

|                   |           |                |
| Rabito 34’ (rig.) | Marcatori | 23’ Meggiorini |

| Novara 3 febbraio 2008 22ª giornata                                           | Novara    | 2 – 2                 | Cittadella | Stadio Silvio Piola |
| \| \| \| \| \| Brizzi 20’ Rubino 55’ \| Marcatori \| 68’ Musso 84’ Coralli \| |           |                       |            |                     |
|                                                                               |           |                       |            |                     |
| Brizzi 20’ Rubino 55’                                                         | Marcatori | 68’ Musso 84’ Coralli |            |                     |

| Arbitro: | Donati (Ravenna) |

|  |           |                             |
|  | Marcatori | 34’ De Paula 38’ Di Roberto |

| Arbitro: | Mannella (Avezzano) |

|  |           |                |
|  | Marcatori | 23’ De Gasperi |

| Arbitro: | Baracani (Firenze) |

|                                               |           |                    |
| Coralli 11’ (rig.), 18’ De Gasperi 76’ (rig.) | Marcatori | 73’ (rig.) Temelin |

| Busto Arsizio 10 marzo 2008 26ª giornata | Pro Patria          | 0 – 0 | Cittadella | Stadio Carlo Speroni\| Arbitro: \| Merchiori (Ferrara) \| |
| Arbitro:                                 | Merchiori (Ferrara) |       |            |                                                           |

| Arbitro: | La Rocca (Ercolano) |

|                    |           |                                           |
| Meggiorini 6’, 11’ | Marcatori | 44’ (aut.) Tricoli 79’ Gregori 90+3’ Maah |

| Arbitro: | Viti (Campobasso) |

|  |           |             |
|  | Marcatori | 12’ Coralli |

| Arbitro: | Vuoto (Livorno) |

|             |           |             |
| Coralli 27’ | Marcatori | 90+3’ Campi |

| Arbitro: | Gallione (Alessandria) |

|  |           |                            |
|  | Marcatori | 17’ Coralli 35’ Meggiorini |

| Arbitro: | Baratta (Salerno) |

|                  |           |                      |
| Meggiorini 90+4’ | Marcatori | 23’ (rig.) M. Rigoni |

| Arbitro: | Calvarese (Teramo) |

|                                       |           |                    |
| P. Rossi 7’, 35’ (rig.) G. Grieco 88’ | Marcatori | 49’ (rig.) Coralli |

| Arbitro: | Passeri (Gubbio) |

|                                |           |                          |
| Carteri 11’ Coralli 61’ (rig.) | Marcatori | 19’ Mattioli 81’ Lanteri |

| Arbitro: | Marrocco (Pisa) |

|                               |           |               |
| Scarpa 50’ Pasq. Esposito 80’ | Marcatori | 74’ Germinale |

### Play-off
| Arbitro: | Calvarese (Teramo) |

|                |           |  |
| Cacciatore 64’ | Marcatori |  |

| Arbitro: | Barletta (Bernalda) |

|                         |           |  |
| De Gasperi 28’ Iori 33’ | Marcatori |  |

| Arbitro: | Gallione (Alessandria) |

|  |           |             |
|  | Marcatori | 64’ Temelin |

| Arbitro: | Tozzi (Lido di Ostia) |

|                  |           |                                          |
| Viali 34’ (rig.) | Marcatori | 3’ Meggiorini 43’ Coralli 73’ De Gasperi |